# Tehnička škola Smederevo
Tehnička škola Smederevo jedna je od najvećih škola u Srbiji i postoji duže od jednog veka. Nalazi se u ulici Vuka Karadžića 13.

## Istorija
Prvu Zanatlijsko-trgovačku večernju školu je Smederevo dobilo 1899. godine. Prvo svedočanstvo bravarskog zanata je izdato 1922. Kao četvorogodišnja škola počinje sa radom 1931. pod nazivom Železničko zanatska škola i kao takva je radila do 1946. kada je školu završilo 424 učenika. Železničko industrijska škola, poznata kao ŽIŠ, je osnovana 1946. i kao takva je radila do 1953. kada je osnovana škola učenika u privredi. Spajanjem sa ostalim manjim školama nastala je industrijska škola koja je 1955. godine prerasla u školu sa praktičnom obukom „Lenjin”. U isto vreme radi i novoosnovana Tehnička škola čiji je pravni naslednik današnja Tehnička škola Smederevo. Na osnovu odluke Skupštine opštine Smederevo 28. februara 1972. Tehnička škola i škola za kvalifikovanje radnika spojene su u jednu obrazovno-vaspitnu ustanovu – školski centar „Milentije Popović” sa dve Osnovne organizacije udruženog rada. Današnji naziv su dobili 1. jula 1991. Površina škole je 10.800m² od toga 5000m² školsko dvorište. Sadrže trideset i šest učionica opšte namene, dvadeset kabineta i laboratorija, od toga šest kabineta za mašinstvo, šest kabineta za elektrotehniku, jedan za saobraćaj, jedan za metalurgiju, jednu specijalizovanu učionicu za likovnu umetnost, šest kabineta za računarstvo, modeliranje, kompjutersko upravljanje i programiranje, jedan kabinet za hemiju, jedan za biologiju, trinaest radionica za praktičnu nastavu, jednu radionicu za kompjutersku dijagnostiku motornih vozila, fiskulturnu salu, autoškolu, biblioteku, školsku ambulantu, razglas, video nadzor, više od dvesta personalnih računara, pet prenosnih računara, osam video projektora, dva dijaprojektora, dve elektronske table, četiri stoni kompjuterski upravljane mašine, tri kompjuterski upravljane mašine, jedan model fleksibilne proizvodne ćelije, deset osciloskopa i licencirane kompjuterske programe. Od područja rada sadrže mašinstvo, elektrotehniku, saobraćaj i metalurgiju, a od smerova Administrator računarskih mreža, Tehničar za kompjutersko upravljanje, Operater mašinske obrade (Operater kompjuterski upravljanih mašina), Mehaničar hidraulike i pneumatike, Elektrotehničar procesnog upravljanja, Tehničar za reciklažu i Operater prerade metala.

## Spoljašnje veze
Медији везани за чланак Tehnička škola Smederevo на Викимедијиној остави

- Zvaničan veb-sajt škole